# Friedrich Sunstenau von Schützenthal
Friedrich Freiherr Sunstenau von Schützenthal (* 14. September 1807 in Wien; † 24. Juli 1848 bei Sommacampagna, Italien) war ein österreichischer Offizier und Ritter des Maria-Theresia-Ordens.

## Leben
Friedrich Sunstenau von Schützenthal wurde am 14. September 1807 als Sohn des Freiherrn Heinrich Sunstenau von Schützenthal und dessen Ehefrau Dominica von Koudriaffsky in der Landstraßer Hauptstraße 84 in Wien geboren. Sein am darauffolgenden Tag gegebener Taufname war Friedrich Aemilianus Heinrich. Er besuchte zunächst die Landstraßer Hauptschule bevor er in die Theresianische Militärakademie in Wiener Neustadt gelangte. Nachdem er diese erfolgreich abgeschlossen hatte, wurde er im Jahre 1824 Kadett im Ingenieur-Corps, wo er am 9. September 1825 zum Unterlieutenant ernannt wurde. Die weiteren Beförderungen erfolgten in regelmäßigen Abständen, sodass er bis zum 16. Juli 1829 Oberleutnant und schließlich Hauptmann wurde. Als solcher diente er erst in den Infanterie-Regimentern Nr. 11 und Nr. 40. Er wurde 1840 zum Infanterie-Regiment Nr. 54 „Prinz Emil von Hessen“ versetzt und dort 1845 zum Oberstleutnant befördert.
Er fiel schließlich am 24. Juli 1848 während des Ersten italienischen Einigungskrieges in der Schlacht bei Sommacampagna. Posthum wurde er am 29. Juni 1849 für sein Verhalten in der Schlacht mit dem Ritterkreuz des Maria-Theresia-Ordens ausgezeichnet.

## Familie
Friedrich Sunstenau von Schützenthal heiratete am 25. Juli 1843 in Böhmen Anna Theresia Elisabeth von Hartmann, mit der er die zwei Töchter hatte:
- Anna (* 18. Juli 1844) ⚭ 1869  Moriz Willmar-Dötsch[2]
- Editha (* 9. Juni 1846) ⚭ 1874 Karl Ferdinand Ritter von Markhof (1834–1896), Sohn von Adolf Ignaz Mautner von Markhof

Die Witwe heiratete am 22. Mai 1858 den Generalmajor Alfred Du Rieux de Feyau (1814–1893).